# Pelagio Antonio de Labastida y Dávalos

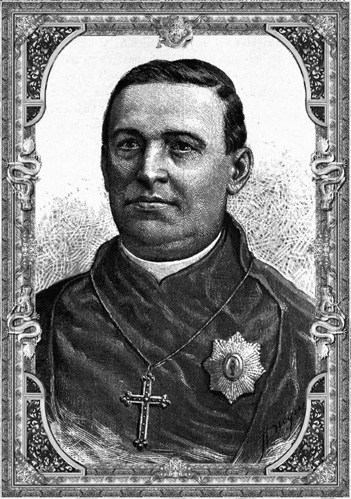
Pelagio Antonio de Labastida y Dávalos

Pelagio Antonio de Labastida y Dávalos (Zamora, 21 maart 1816 - Oacalco (Yautepec), 4 februari 1891) was een Mexicaans geestelijke en politicus. 
Labastida was afkomstig uit de staat Michoacán. Hij studeerde aan het seminarie van Morelia. In 1839 werd hij tot priester gewijd, en vervolgens werd hij docent, later hoogleraar canoniek recht. Labastida stond bekend als een van de meest uitgesproken voorstanders van de conservatieve partij van Mexico. Hij nam het op voor kerkelijke voorrechten, en viel het liberalisme en de vrijmetselarij, die hij 'ketters' noemde, fel aan. Bekend was vooral zijn polemiek met de liberale leider Melchor Ocampo.
In 1855 werd Labastida benoemd tot bisschop van Puebla-Tlaxcala. Hij haalde fel uit naar de liberalen die na de Revolutie van Ayutla dat jaar aan de macht kwamen, en veroordeelde de Wet-Lerdo en de Wet-Juárez, waarin een einde werd gemaakt aan het grootgrondbezit van de Rooms-Katholieke Kerk. In 1856 steunde hij Antonio Haro y Tamariz, die in Puebla in opstand was gekomen tegen de liberale regering. Na de overwinning van de liberalen in de Hervormingsoorlog (1858-1861) zag hij zich gedwongen het land te verlaten, en naar Europa te vluchten. In 1863 werd hij door paus Pius IX tot aartsbisschop van Mexico-Stad benoemd, en in het kielzog van de Franse interventie in Mexico. In Mexico-Stad werd hij met Juan N. Almonte en José Mariano Salas lid van het regentschap dat het zojuist gestichte Tweede Mexicaanse Keizerrijk moest besturen in afwachting van de komst van Maximiliaan van Habsburg. Op 17 november werd hij echter door de Franse bevelhebber François Achille Bazaine vervangen door bisschop Juan Bautista de Ormaechea van Tulancingo, nadat Labastida zich had verzet tegen de pogingen Napoleontische wetgeving met betrekking tot de kerk in te voeren. Ook viel hij later uit met keizer Maximiliaan toen deze besloot de godsdienstvrijheid in stand te houden. Na de val van het keizerrijk en de definitieve overwinning van de liberalen in 1867 vluchtte Labastida opnieuw naar Europa waar hij deelnam aan het Eerste Vaticaans Concilie, maar bleef titulair aartsbisschop van Mexico. In 1871 kreeg hij van president Benito Juárez toestemming om terug te keren.
In latere jaren verzoende hij zich met de Mexicaanse regering. Zo huwde hij in 1881 president Porfirio Díaz en Carmen Romero Rubio. Hij overleed in 1891.
- Biblioteca Nacional de España: XX1370474
- Gemeinsame Normdatei: 1053076436
- International Standard Name Identifier: 0000 0000 6150 7498
- Library of Congress Control Number: n83235886
- SNAC: w62r4rfg
- Virtual International Authority File: 11233637
- WorldCat: E39PBJv4hYfVxV8vF3HQMGtYfq